# Douglasia alaskana
Douglasia alaskana är en viveväxtart som först beskrevs av Frederick Vernon Coville, Paul Carpenter Standley, Hultén, och fick sitt nu gällande namn av S. Kelso. Douglasia alaskana ingår i släktet Douglasia och familjen viveväxter. Inga underarter finns listade i Catalogue of Life.